# 記者證
記者證是一種标示記者特殊身份的證明。一部分記者證具有公認的法律地位，另一部分則僅用于表示持證人的記者身份，其性质通常由发证机构的类型决定。发行记者证的机构有三大类：新闻机构、执法机构和活动组织。不同类型的记者证授予记者的权利也有所不同。

## 各地與記者證相關的守則

### 香港
「傳媒代表」包括持有下列證件的記者、攝影師及電視台工作人員：  
- 已登記政府新聞處新聞發布系統的傳媒機構；或
- 國際認可及知名的非本地新聞通訊社、報章、雜誌、電台和電視廣播機構。

根據香港《警察通例》第39章，事發現場的警察人員，須以互諒互讓的態度，盡量配合傳媒工作，以及不應妨礙傳媒的攝錄工作。

### 中华人民共和国

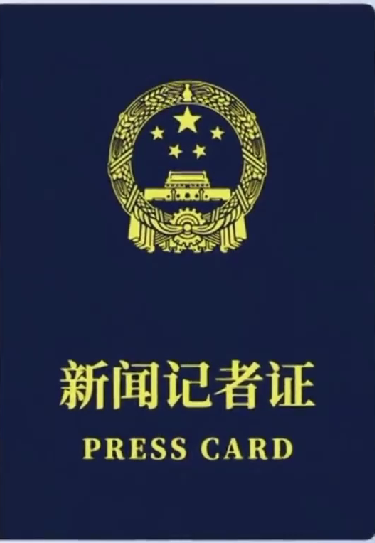
2024年11月8日启用的中华人民共和国第七版新闻记者证封面

據中國大陸《新聞記者證管理辦法》，新聞採編人員從事新聞採訪工作時必須持有有效的新聞記者證，並在採訪中主動向採訪對象出示。但实际上，一些年轻媒体工作者皆无记者证，而对于新入职的记者申领记者证需要经过见习期后，参加相应的培训与考试，再由所在单位统一组织申请。

### 英国
英國記者證由非公營機構「英國記者證管理局」（The UK Press Card Authority）管理及發出，受到英國所有警察部隊，司法部和其他公共機構所正式承認。

### 新加坡
據新加坡通訊及新聞部（Ministry of Communications and Information）指引，清楚寫明在新加坡記者不需要有媒體認證卡（Press Accredition Card, PAC）也可報導新聞，但PAC能令其工作更方便，特別是確保從官方渠道獲得及時資訊方面。

### 美国
任何人發表新聞、從公開來源收集資訊或在公眾地方記錄政府活動前無須任何特別許可，但參與國務院的公開媒體活動需要提供以下其中一項認證︰
- 由美國政府（如白宮、國防部、外國記者中心及國會等）發出、附上照片的記者證；
- 由所屬新聞機構發出的附照片證件；
- 由僱主發出、印有機構正式信頭及確認其記者僱員身份的信件。